# Joseph Vallot
Henri Marie Joseph Vallot (16 de febrero de 1854, Lodève, Hérault - 1925, Niza) fue un astrónomo, geógrafo, glaciólogo, naturalista, alpinista, mecenas francés.
Nacido en una familia rica, nunca sabría de problema financiero y su fortuna pagaría la mayor parte de la construcción de un observatorio. Sin embargo, los científicos no lo consideraron verdaderamente como uno de ellos, pero como hombre rico se distraía con la ciencia, mientras se desempeñaba en diversas áreas: botánica, glaciología, construcción, geología, fotografía, medicina, fisiología, cartografía, montañismo, meteorología, espeleología,... y han sido reconocidos como de interés científico.

## Su obra
En 1875, descubrió el mont Blanc cuando fue a conferencias de geología, celebradas en Chamonix. Entre él y la montaña, entonces hubo un verdadero flechazo. En ese momento, a pesar de algunas observaciones científicas realizadas por el naturalista ginebrino, Ferdinand de Saussure, quedaba por descubrir todo sobre la vida en altitud, movimientos del glaciar, y muchos otros temas. Hizo su primera ascensión en 1881, y rápidamente se decidió a construir un observatorio-laboratorio donde se pueda disfrutar de muchos experimentos científicos, en un momento en que los médicos creían que era muy peligroso para su salud el conciliar el sueño a tan gran altura. Algunos incluso predecían la muerte.

El primer Observatorio

En 1887, para demostrar que es posible vivir, dormir, comer y trabajar a tan gran altura Vallot pasó tres días y tres noches en una tienda de campaña en la parte superior del mont Blanc. A su descenso, recibió la bienvenida de un héroe. Ese mismo año, subió cinco veces más. Y en los tres años siguientes, continuó sus observaciones al negociar con el municipio de Chamonix y la compañía de guías, los términos de la construcción de un refugio-laboratorio en el sitio de roca de Bosses a sólo 450 m s. n. m. por debajo de la parte superior. Obtuvo 800 francos de la Municipalidad y 200 francos de los guías e inviertió por sí mismo 5.500 francos.
En 1890, 110 guías portaron en ocho días dos paquetes de entre 15 a 30 kg cada uno, los materiales necesarios para construir una cabaña de 5 m por 3 con dos piezas, una para refugio de suministros y la segunda de laboratorio. El primer observatorio se hizo a una altitud de 4.362 m s. n. m. y terminado a finales de agosto de 1890. Un segundo refugio de montaña, la cabaña Vallot, reservado para guías y montañistas, construida más tarde en 1892, un poco más lejos a 4.365 m s. n. m.
Al año siguiente, en 1891, la comunidad científica, con uno de su mandantes Jules Janssen (1824-1907), manda la construcción de un "observatorio del Estado" en la parte superior del mont Blanc. Janssen superaba con creces los sesenta y pico (67), llegó en un trineo tirado por una docena de guías que alcanzó su punto máximo. El equipo se reunió en el observatorio Vallot. Ese observatorio de montaña Janssen terminó por cubrirse de nieve y desapareció en el mediano plazo. Después de la muerte de Janssen en 1907, el observatorio colapsó en 1910 y fue desmantelado rápidamente y sus tablas se utilizaron para calentar el refugio Vallot.
El observatorio Vallot mientras tanto fue ampliándose a lo largo de los años de 1891 a 1892. En 1898, un nuevo observatorio fue construido sobre 60 m² comprendiendo ocho cuartos. El nuevo edificio tuvo en cuenta la experiencia de los dos primeros edificios para mejorar la comodidad de Joseph Vallot y la de sus invitados, con una doble pared de madera, cuatro rayos, la construcción del cuerpo completamente cubierto de hojas de cobre para asegurar la estanqueidad absoluta y un interior cálido bueno cuando el sol brilla, también se instaló una sala amueblada con un sofá chino con incrustaciones de nácar, alfombras bordadas, muebles lacados y chucherías preciosas.
Joseph Vallot también trabajó en un proyecto de tren de turistas para traerlos a la cima del Mont Blanc y el primer borrador de teleférico de l'Aiguille du Midi donde la sección primera Les Pélerins - La Para sería inaugurada en 1924, que constituyó el primer teleférico en Francia. Una segunda sección hacia los glaciares se completó después de su muerte en 1927 y un tercero para la región de Midi, que comenzó en 1930, permanecería en servicio.
Aficionado a la fotografía, obtuvo numerosas fotografías notables de sus expediciones en las montañas. El Museo alpino de Chamonix Archivado el 15 de marzo de 2013 en Wayback Machine. conserva muchos documentos relativos a su vida y al salón chino reconstruido.
Joseph Vallot también ayudaría a su primo el ingeniero Henri Vallot, a realizar, a partir de 1892, la carta a escala 1/20 000 del masivo del Mont-Blanc y eso sin el beneficio de la moderna técnica de helicópteros, aviones, satélites). Ese trabajo se completará después de su muerte por su primo Charles Vallot que pondría en marcha la famosa colección de guías de escaladores Vallot. Henri Vallot fomentó la vocación de Paul Helbronner que realizaría la triangulación de todos los Alpes franceses.

## Vida privada

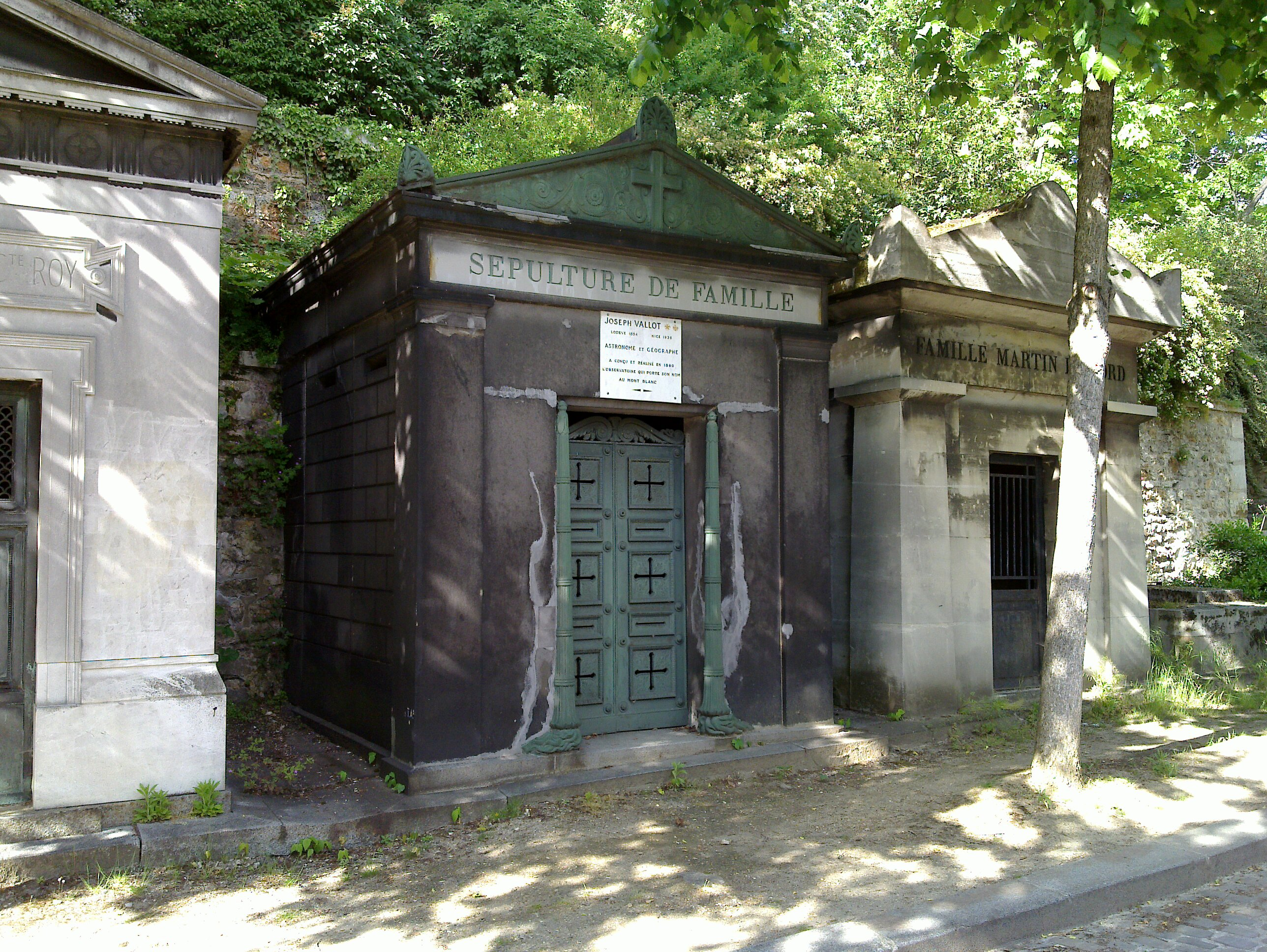
Tumba en el Cementerio del Père-Lachaise

El nombre de su esposa era Gabrielle Peron y el de su hija Madeleine, esta última teniendo en su tiempo subidas récord del Mont Blanc. Está enterrado en el Cementerio del Père-Lachaise (división 36).

## Sulegado

### Refugio Vallot
Hoy en día, el refugio no se mantiene y ya no recibe a escaladores. En la actualidad pertenece al Centre National de la Recherche Scientifique (CNRS) y todavía es utilizado por los científicos que estudian la fisiología en altitud (estudio de comportamientos). Se trata de una pequeña casa real, con todo lo necesario para una noche: chimenea, cocina, cocina, suministro de leña. También se puede encontrar el equipo de meteorología de Joseph Vallot. De todos modos, hay un anexo de metal, siempre accesible y permite a escaladores descansar o tomar refugio con mal tiempo.

### Exposición
Entre 1998 a 1999, en Chamonix, tuvo lugar una exposición: « Joseph, Henri, Charles et les autres... Les Vallot à Chamonix», Chamonix / Michel Eggs au Musée alpin de Chamonix.

## Otras publicaciones
- 2011. Études Sur la Flore Du Sénégal. Edición reimpresa de BiblioBazaar, 94 pp. ISBN 124636168X

- 2010. Le Mont-Blanc (1880). Con Charles Durier. Edición reimpresa de Kessinger Publ. 432 pp. ISBN 1160652112

- 2010. Essai Sur la Flore Du Pave de Paris. Edición reimpresa de Kessinger Publ. 128 pp. ISBN 1166813495

- 2009. Les Plantes Exotiques Ornementales. Edición reimpresa de BiblioBazaar, 152 pp. ISBN 110385397X

- 1889. Causes phyiologiques qui produisent le rabougrissement des arbres dans les cultures japonaises. Bull. de la Société de Botanique de France, Paris, 36: 284-289 en línea (enlace roto disponible en Internet Archive; véase el historial, la primera versión y la última).

- 1888. Le Juniperus phœicea à forme spiculaire. 9 pp.

## Literatura
- robert Vivian. 1998. L’épopée Vallot au Mont-Blanc. Montmélian: La Fontaine de Siloé. ISBN 978-2-84206-072-5